# 김기혁
김기혁(1985년 11월 14일 ~)은 대한민국의 아나운서다. 2012년 MBN 매일방송에 입사하면서 활동을 시작했다.

## 방송
- 신입사원 (2011) - Top16
- 기막힌 이야기 실제상황 (2014) - 배우로 특별출연
- 열린 TV 열린 세상 (2011~)
- MBN 뉴스 (2012~2013)
- MBN 인생고민 해결SHOW 신세계 (2013)
- MBN 스포츠 뉴스 (2014~)
- 스포츠야 (2015~)
- 헤이데이 (2015~2016)
- 태권홈트V (2021)
- ECO 아일랜드 천사도 (2022)
- 피지컬: 100 시즌 2 - 언더그라운드 (2024) - Top50